# Mirobisium chilense
Mirobisium chilense är en spindeldjursart som beskrevs av Beier 1964. Mirobisium chilense ingår i släktet Mirobisium och familjen Gymnobisiidae. Inga underarter finns listade i Catalogue of Life.